# Xystocheir reducta
Xystocheir reducta är en mångfotingart som först beskrevs av Ottis Robert Causey 1955.  Xystocheir reducta ingår i släktet Xystocheir och familjen Xystodesmidae. Inga underarter finns listade i Catalogue of Life.